# Pilrito-de-uropígio-branco
Pilrito-d'uropígio-branco, pilrito-de-sobre-branco (Calidris fuscicollis) ou maçarico-de-sobre-branco (Calidris fuscicollis) é uma ave limícola da família Scolopacidae. Embora superficialmente parecido com os outros membros da sua família, identifica-se pela lista supraciliar branca e, principalmente, pelo seu uropígio totalmente branco, facilmente visível em voo. O bico é preto, sendo ligeiramente recurvado para baixo e as patas também são pretas.
Esta espécie nidifica nas regiões árcticas da América do Norte (Alasca e Canadá) e inverna na América do Sul. A ocorrência na Europa continental é muito rara, mas nos Açores esta espécie tem sido registada anualmente, sobretudo no Outono.

## Subespécies
A espécie é monotípica (não são reconhecidas subespécies)